# Ourapteryx venusta
Ourapteryx venusta är en fjärilsart som beskrevs av Inoue 1985. Ourapteryx venusta ingår i släktet Ourapteryx och familjen mätare. Inga underarter finns listade i Catalogue of Life.